# Gnathonarium biconcavum
Gnathonarium biconcavum là một loài nhện trong họ Linyphiidae.
Loài này thuộc chi Gnathonarium. Gnathonarium biconcavum được Tu & Li miêu tả năm 2004.